# Marion Cahour
Pour les articles homonymes, voir Cahour.
Marion Cahour (10 juillet 1908 - 23 octobre 2000), est un médecin français, connue pour son engagement humanitaire. Elle est l'auteur de plusieurs ouvrages.

## Biographie
Née le 10 juillet 1908 à La Baule-Escoublac de Paul François Marie Cahour et de Madeleine Cahour, Marion Cahour est originaire d'une famille de négociants installée à Redon. Bretonne par son père, elle est aussi écossaise par sa mère. Très marquée par le décès prématuré de son père en 1922 à cause de l'alcoolisme, elle demande le baptême à l'âge de 14 ans. Dès lors sa foi catholique ardente et communicative marquera tous les instants et tous les choix de sa vie. Elle est cheftaine de louveteaux chez les Scouts de France et est proche de Léon Chancerel et de ses Comédiens-Routiers.
Après des études secondaires au lycée Guist'hau de Nantes, elle entreprend des études de médecine à la faculté de Nantes puis à celle de Paris. Elle exerce ensuite au sein de l'Assistance publique de Paris, puis devient médecin des écoles de la ville de Paris avant de revenir à Nantes, toujours comme médecin scolaire. Très vite, elle se trouve confrontée aux ravages de l'alcoolisme et de la misère qu'ont entrainé la crise économique puis la guerre.

« Ma jeunesse a été profondément marquée par le fléau de l'alcoolisme. Ma vie de femme-médecin de campagne me faisait toucher du doigt les effroyables fléaux sociaux. Toucher du doigt, encore, l'inutilité de mes ordonnances, de mes terrifiantes prophéties. »

Dans les années cinquante, elle crée et assure la première consultation anti-alcoolique du département de la Loire-Atlantique et continuera à s'y dépenser bien après l'âge de la retraite. Elle ouvre également des maisons de post-cure dans la région nantaise dont le centre de la Baronnais à Bouguenais toujours actif.
Pour venir en aide aux plus démunis, elle ouvre en 1970 un petit local appelé « Brin de Causette » situé près de l'église Saint-Similien où pendant des années, elle accueille et réconforte les malheureux jeunes et moins jeunes. Mais toujours, entre un bol de soupe et une tasse de café, elle s'emploie à communiquer ses convictions : l'amour de Dieu et le message de l’Évangile. Cette association existe toujours.
En 1979, Marion, alors en pèlerinage à Lourdes, se retrouve à nouveau confrontée à l’alcoolisme, elle décide de réagir. Avec deux de ses amies, Marie-Claire et Zélie, elles  décident de profiter de la procession aux flambeaux pour faire passer leur message. « Jésus Sauveur guéris-nous de l’alcool, Merci ! ». Cet appel simple et poignant fait mouche et de nombreux pèlerins et ecclésiastiques leur apportent soutien et encouragement. La mission des Pèlerins de l'Eau Vive était née. D’année en année la mission s'agrandit ; ses statuts sont reconnus par Mgr Marcus évêque de Nantes, le 23 mars 1991.
Dotée d'une imagination fertile, elle montre des talents d'écrivain et signe même un roman de la collection Signe de Piste : Les Chevaliers de l'île aux pies mais aussi, chez d'autres éditeurs Les Compagnons de la Turlutaine, Le Mystère du Fort-aux-Corbeaux, etc.
En 1946, elle adopte une petite fille, Marion-Pascale Huault-Cahour.
Elle meurt le 23 octobre 2000 dans sa 93e année.
Une plaque au nom de l'intéressée, érigée dans un des enclos extérieurs de l'église Saint-Similien de Nantes, est ainsi libellée : "À la mémoire du Docteur Marion Cahour (1908-2000), Médecin des pauvres, Une vie entière au service des déshérités ; Le député-maire Jean-Marc Ayrault."
A Rezé, un centre de formation, géré par l’association Arifts, dédié à la petite enfance, le social et la santé porte son nom.

## Œuvres
- Les Chevaliers de l'île aux pies, ed. Alsatia, collection Signe de Piste, 1945 (roman)
- Les Compagnons de la Turlutaine, ed. Alsatia, collection Joyeuse, 1946  (roman)
- Le Mystère du Fort-aux-Corbeaux, Presses d'Ile de France, 1948 (roman)
- Un brin de causette, Nouvelle Cité, 1981 (récit autobiographique)
- L'Eglise catholique, médecin des alcooliques ? 1984
- Un chapelet de guérison : les pèlerins de l'eau vive, 1990
- Parie et gagne, éd. Le livre ouvert, 1992
- Les pèlerins de l'Eau de Vive, Opéra Editions, 2005